# 波索阿爾蒙特

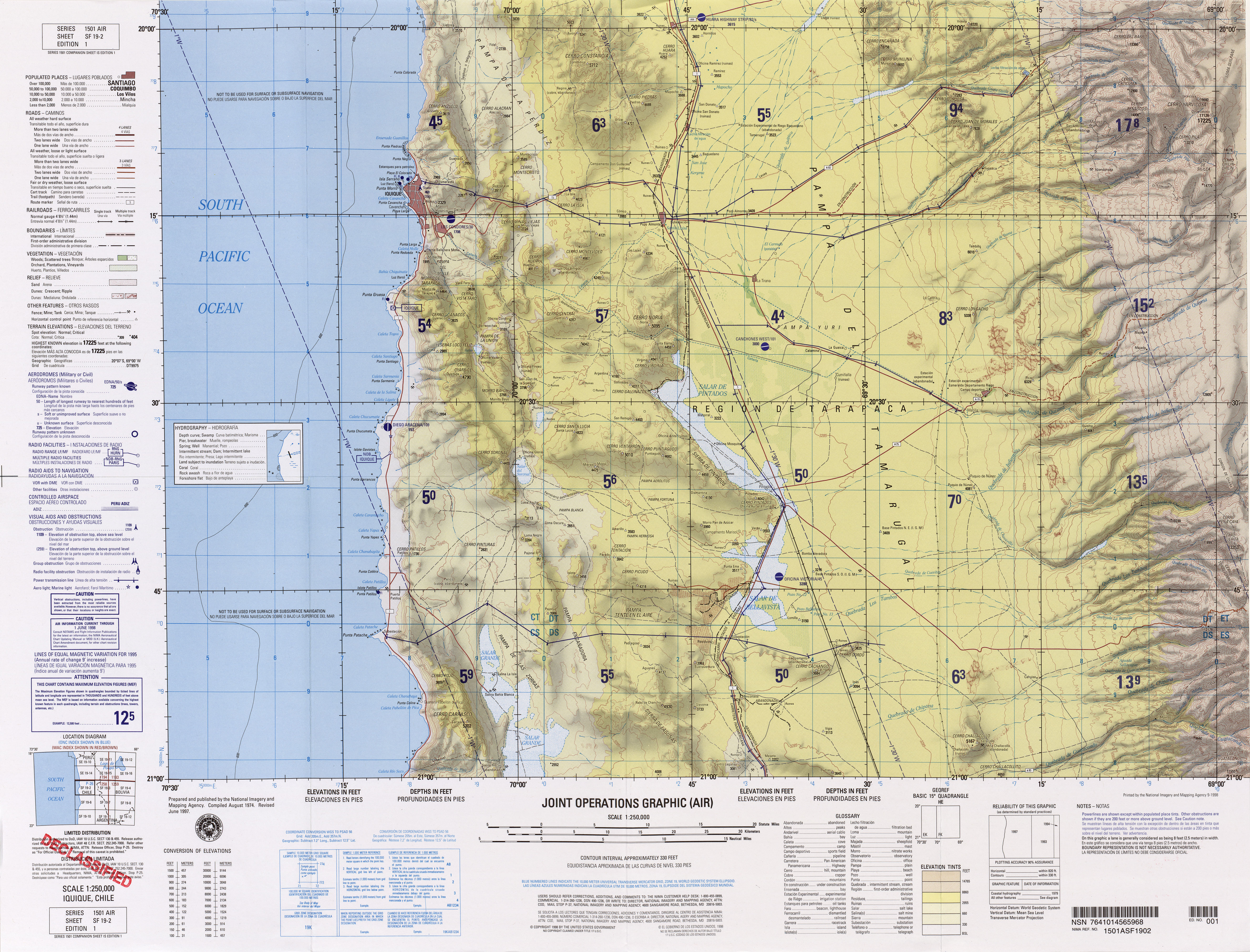

波索阿爾蒙特是智利的城鎮，位於該國北部，由塔拉帕卡大區負責管轄，也是艾爾塔馬魯加爾省的首府，始建於1875年，面積13,765平方公里，海拔高度1,072米，2002年人口10,830，人口密度每平方公里0.8人。

## 外部連結
- （西班牙文） Municipality of Pozo Almonte （页面存档备份，存于）